# 吹雪の街を
『吹雪の街を』（ふぶきのまちを）は、多田武彦の男声合唱組曲。作詞は伊藤整。

## 概説
小樽商科大学グリークラブからの委嘱により、1979年（昭和54年）に男声合唱組曲として作曲、同年12月8日の同団札幌演奏会において初演された。
作曲にあたり同団からは「小樽は詩人伊藤整先生の郷国であるので、伊藤先生の詩に作曲してほしい」との懇請があり、多田はそれに応え伊藤の詩集『雪明りの路』から6編の詩を選んで合唱組曲とした。多田は過去に同じ詩集から男声合唱組曲『雪明りの路』（1959年）を発表していたが、本曲では「女性との淡い関係性と別れ」が全編を貫くテーマとして設定されているのが特徴的である。小樽商大としては大変愛着のある曲であり、同団の定期演奏会ではアンコールに終曲「吹雪の街を」を歌うのが恒例となっている。

## 曲目
全6曲からなる。全編無伴奏である。
1. 忍路
ホ短調。組曲『雪明りの路』の第3曲「月夜を歩く」と同じ舞台を歌っていて、一部の旋律に曲想の引用が見られる[2]。詩の最後、「が」と逆接で止めたところが、伊藤の失恋の無念さである[3]。
2. また月夜
ホ短調。「また」をつけた題名からも、「月夜を歩く」のヴァリエーションであろう。月の光の中を空想に耽りながら歩きまわっている。振り向いてはくれない彼女とのあいだに、現実にはありえない心の通いあいがうまれるという空想である。精神的な結合を、夢の中で感じているのだ。「月夜を歩く」が行為自体を淡白に描いた詩とするならば、「また月夜」は月夜を歩く伊藤の内側を描いた詩である[4]。
3. 夏になれば
ヘ長調。原詩では「A mademoiselle T」（T嬢に）との副題がつけられているが、出版譜では省略されている。憧れてきた少女を憧れのままで、遠くから幸福を願うだけでよしとする、ちょっとほろにがい宣言ということになろうか[5]。
4. 秋の恋びと
ニ短調。恋人と逢うことのできないもどかしさと、別れの予感、そして別れを予感することの陶酔を、詩的に抽出した作品である。まさにイエーツの「秋が来た。木の葉は散り、君の額は蒼ざめた。今は別れるべき時だ。」という句が、伊藤に強く影響している[6]。
5. 夜の霰
ト短調。「炉ばたの大きい肩」は父親の姿についての、伊藤の幼年時代の印象と理解すべきであろう。けれどもこの詩で肝心なのは、冬の凍った霰が藁仕事の音を消してしまっている点である。つまりこのとき伊藤は、家族の団欒に安住できないような心理状態になるまでに、すでに成長しているのである[7]。平成9年度全日本合唱コンクール課題曲[1]。
6. 吹雪の街を
ホ短調。原詩ではジャン・モレアスの「Nevermore」という詩の一節が引用されているが、出版譜では省略されている。曲の後半で第1曲のメロディーが再び現れる。かつての情熱的で甘美な日々を、私に再び蘇らせて下さい、と願う詩である。ただし、＜NEVER MORE＞であることは伊藤自身じゅうぶんわかっているのだが[8]。

## 楽譜
音楽之友社『多田武彦 男声合唱曲集（5）』ISBN 978-4-276-90672-3 に所収されている。